# DharmaGaia
DharmaGaia je nezávislé české nakladatelství, které vydává „knížky pro přemýšlivé lidi“ už od roku 1992. Jeho zakladatel Lumír Kolíbal původně vydával texty o buddhismu, postupně začal vydávat knihy i na mnoho dalších témat. Za svou třicetiletou existenci nakladatelství vydalo několik set knih hlavně o sebepoznání a vědomé práci na sobě, meditaci, duchovních naukách, ženské spiritualitě, světové kultuře, zdraví, filosofii, psychologii, vědomém rodičovství, ekologii, šamanismu, permakultuře nebo poezii se specializací na japonských verše haiku a waka. Dlouhodobě spolupracuje s akademickou obcí a publikuje mnoho zajímavých knih s profesory různých českých univerzit.  
Na českém trhu je stále nejaktivnější v publikaci knih o tibetském buddhismu a obecně asijské historii a filosofii. Hlavní  pozornost má mezi jejich publikacemi Tibet, Indie, Čína, Japonsko nebo Korea. V jejich katalogu najdete i mnoho dalších knih z celého světa. Mezi tituly, které v češtině vyšly u Nakladatelství DharmaGaia, najdete i světové poklady, jako je Diamantová sútra, Tao Te Ťing, Védské hymny, Upanišady, Džátaky, Sto básní, Prorok, Vnitřní revoluce, Cesta šamana, Aramejský Otčenáš, Koncept kontinua, a mnoho dalších.  
Jeho Svatost dalajláma, Dilgo Khjence Rinpočhe, Namkhai Norbu Rinpočhe, Geše Rabten, Yongey Mingyur Rinpočhe, Adžán Čá, Jiddu Krishnamurti, Matthieu Ricard, Antonín Líman, Egon Bondy, Dušan Zbavitel, Caroline Myss, Miranda Gray, Carol Deppe, Fritjof Capra, Terence McKenna, David Abram nebo třeba Mirabai Starr jsou jen některá neznámenější jména, která v češtině vyšla právě u Nakladatelství DharmaGaia.
Vedle knih vydává od roku 2021 i audio knihy a prvním titulem je kniha Umíráme každý den od tibetského učitele meditace Yongey Mingyur Rinpočheho, kterou namluvil Martin Myšička. Vedle dalších připravovaných knih spolupracuje na dokumentárním filmu Lesní zahrady, který vyjde v roce 2022. Rozsáhlé ukázky z mnoha knih v jejich katalogu najdete na webových stránkách nakladatelství. 